# Sjöräddningscentralen (MRCC)

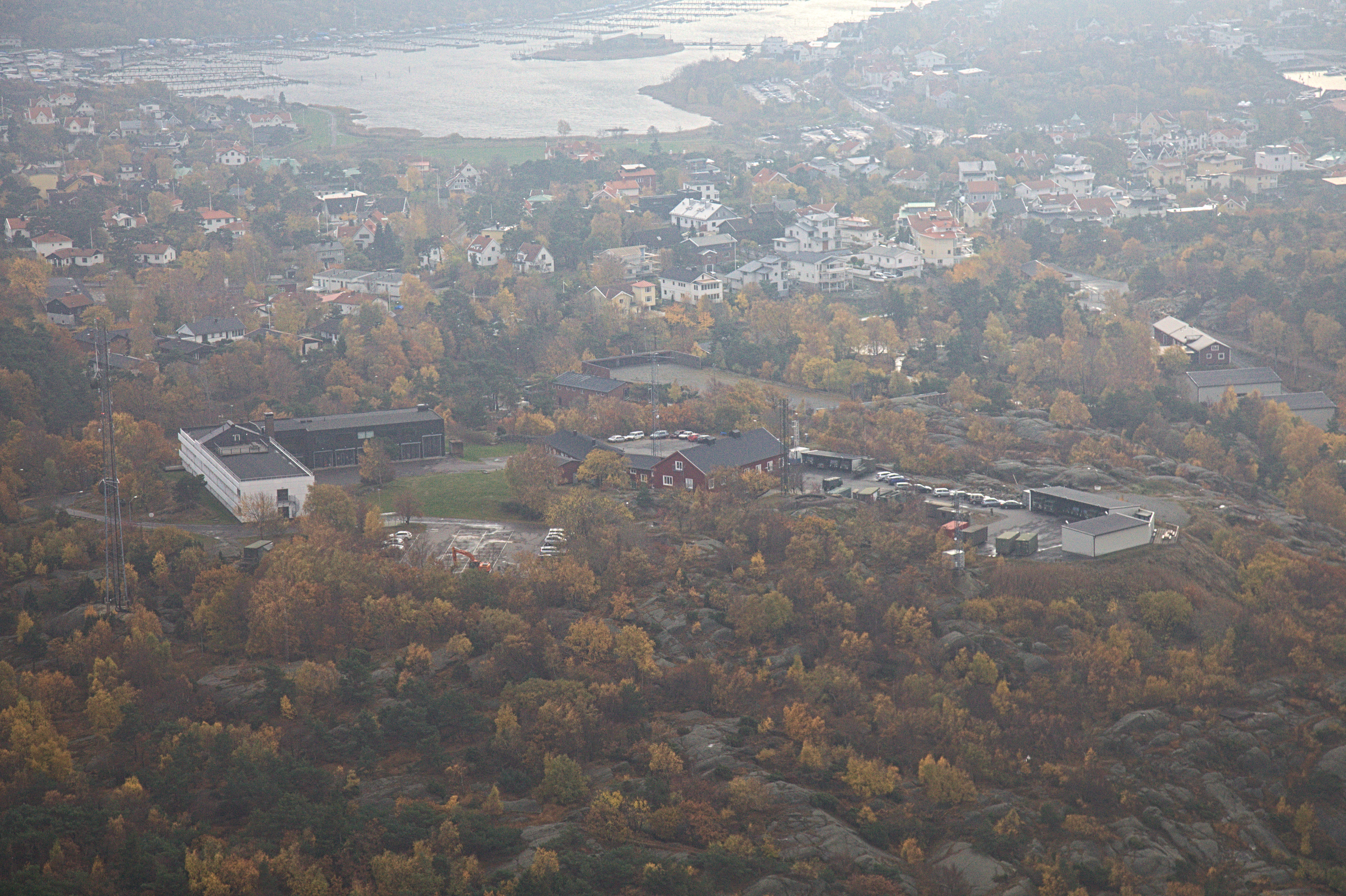
Käringberget i Göteborg. Kustbevakningens hus ligger utanför bilden till vänster.

Sjöräddningscentralen (MRCC) var en sjöräddningscentral i Göteborg, som sedan 2010 är ersatt av den integrerade Sjö- och flygräddningscentralen (JRCC).
År 1999 blev den tidigare regionala sjöräddningscentralen i Göteborg, med Sjöfartsverket som huvudman, central sjöräddningscentral för hela den svenska sjöräddningsregionen. Den var lokaliserad till Kustbevakningens byggnad på Käringberget i Göteborg och samlokaliserad med Flygräddningscentralen ARCC/Cefyl, som hade Luftfartsverket som huvudman. I samma byggnad fanns också Kustbevakningens ledningscentral för region Sydväst och Sjöbevakningscentralen i Göteborg inom Försvarsmakten.
År 2010 slogs de båda svenska räddningscentralerna för sjön och  för luftrummet samman till den integrerade Sjö- och flygräddningscentralen (JRCC) med Sjöfartsverket som huvudman. 

## Historik i urval
- 1911 Göteborg radio öppnades
- 1916 Härnösand radio byggdes på Hemsön nordost om Härnösand
- 1916 Boden radio invigdes
- 1947 skrevs ett avtal mellan Telegrafverket och Sjöräddningen om att använda kustradiostationerna som sjöräddningscentraler.
- 1977 MRCC Stockholm övertog ansvaret från Karlskrona MRCC och Tingstäde radio, vilka blev Maritime Rescue Sub-Centre
- 1993 MRCC Härnösand lades ned och dess ansvar övertogs av MRCC Stockholm
- 1999 MRCC Göteborg övertog ansvaret som MRCC för hela Sverige, varvid MRCC Stockholm ombildades till Maritime Rescue Sub-Centre
- (efter 1986) Maritime Rescue Sub-Centre Karlskrona och Maritime Rescue Sub-Centre Malmö lades ned
- 2003 Maritime Rescue Sub-Centre Stockholm lades ned
- 2009 Maritime Rescue Sub-Centre Gotland (tidigare Tingstäde radio) lades ned